# 阿尔伯特·科茨
阿尔伯特·科茨（英語：Albert Coates，1882年4月23日—1953年12月11日）是一位英國指揮家、作曲家。生涯始於德國，1914年返回英國，在皇家歌劇院指揮瓦格纳作品受到好評。1919年被任命為伦敦交响乐团主指揮，1923年之後的時間則輾轉於歐美二地。
科茨主要是一位劇院指揮，曲目以俄系為長。個人的作曲成就則有七部歌劇，以及部份的管弦樂作品等。

## 生平

### 早年
科茨在圣彼得堡出生，父親夏爾斯·托馬斯·科茨（Charles Thomas Coates）任職於當地一個英商公司，母親瑪莉·安·吉卜生（Mary Ann Gibson）是俄羅斯的英裔移民第二代。在俄羅斯生活的期間，科茨學習了小提琴、大提琴和鋼琴等樂器，12歲之後返回英國，之後進入利物浦大学就讀。
後來科茨再次前往俄國，協助父親公司的事務，並從里姆斯基-科萨科夫學習作曲。1902年他進入萊比錫音樂院，修習大提琴與鋼琴，並在尼基施的課上嘗試指揮。尼基施命他擔任萊比錫歌劇院的声乐指导職務。

### 職業生涯
1904年，科茨指揮了《霍夫曼的故事》，這是他的指揮初登場。
1906年，科茨在埃爾伯費爾德（Elberfeld）的劇院擔任指揮，之後陸續在德勒斯登、曼海姆等地任職。1910年首度在倫敦指揮，帶領伦敦交响乐团演出柴可夫斯基、貝多芬等人的作品，受到《泰晤士报》的好評。此外這年他也受邀在聖彼得堡马林斯基剧院指揮。當時他演出的劇目是《齊格弗里德》，其成功使他獲得了帝國劇院首席指揮的職務，他在該職上任期五年，得以與許多傑出俄國音樂家合作，其中便包括了亞歷山大·史克里亞賓。
1914年，在倫敦皇家歌劇院演出《特里斯坦与伊索尔德》，大獲成功，另外他的《名歌手》以及《瑪儂·雷斯考特》也受好評。
1917年的革命起初並未影響科茨的職業活動，蘇維埃當局命他為「全蘇俄的歌劇院主席」，職司境內所有的歌劇演出。然而到了1919年，當地的生活條件急遽惡化，科茨也患重病，在4月時取道芬蘭，返回英國。之後他被任命為倫敦交響樂團的主指揮。1919年9月，在皇家音乐学院開授歌劇課程。在英國樂壇工作的期間，科茨在英國音樂的推廣方面可說不遺餘力，戰後許多大編制作品的首演皆是在他棒下完成，如：威廉斯的第2號交響曲《倫敦》、戴留斯的安魂曲、巴克斯的第1號交響曲，以及霍尔斯特的合唱交響曲等等。另外，在普罗科菲耶夫與拉赫玛尼诺夫前來倫敦演出自己的鋼琴協奏曲作品時，也由科茨指揮。
1922年，科茨未獲倫敦交響樂團續約，此後他便在各地客席指揮演出。論者指出，在德奧曲目的詮釋上缺乏魅力，是科茨無法在當代英國樂壇立足的原因之一。直到1939年為止，科茨在法、德、義、荷、瑞典與蘇聯等國繼續演出足跡。
1936年11月13日，史上第一次的歌劇轉播由BBC播送，內容為科茨的歌劇作品《皮克威克》（Pickwick）。二戰爆發後，他轉往美國，並短暫地在好萊塢工作。
1946年，科茨前往南非，應邀擔任約翰尼斯堡交響樂團的指揮，之後也兼任職於好望角市立樂團。1953年於好望角逝世。

## 作品

### 作曲
- 交響詩The Eagle
- 鋼琴協奏曲
- 歌劇Samuel Pepys
- 歌劇Pickwick
- 歌劇The Myth Beautiful，1920年

### 商業錄音
- 史克里亞賓《狂喜之詩》
- 瓦格納《指環》精選
- 貝多芬第9號交響曲[9]
- 巴赫B小調彌撒
- 拉赫瑪尼諾夫第3號鋼琴協奏曲，與弗拉基米爾·霍羅威茨合作[2][13]

## 個人生活
1910年7月，科茨與埃拉·霍蘭德（Ella L. Holland）成婚，育有一女塔瑪拉，後來成為職業雙簧管樂手。他的第二段婚姻則是與女高音Vera Joanna Nettlefold結為連理。
小提琴家伊莉莎白·沃爾費許是科茨的孫女。

## 軼事
- 在1919年10月，倫敦交響樂團擔綱埃尔加大提琴协奏曲的世界首演，由作曲家親自指揮。據傳，埃爾加的排練時間被科茨嚴重排擠，導致演出的效果不佳，但前者未公開證實此事。

## 延伸閱讀
- Buesst, Aylmer (1954). "Albert Coates: 1882–1953," Music & Letters, Vol. 35, 136–139.
- Robinson, Stanford, and Christopher Dyment (1975). "Albert Coates", consisting of tribute and biography by S. Robinson, with immediately ensuing discography by C. Dyment, Recorded Sound, the Journal of the British Institute of Recorded Sound, no. 57/58 (January–April 1975), p. 382–386 (biog.), 386–405 (discog.).

## 外部連結
- 阿尔伯特·科茨在Allmusic上的頁面
- 阿尔伯特·科茨的Discogs页面（英文）